# Классическая латынь
Класси́ческая латы́нь — современный термин, обозначающий форму латинского языка, признанного в качестве стандарта писателями конца Римской республики и Римской империи. В некоторых более поздних периодах он расценивался как «хорошая» латынь, в то время как её более поздние версии считались упрощёнными или искажёнными. Слово «латинский» сейчас по умолчанию означает «классическую латынь», скажем, учебники латинского языка посвящены классической латыни. Марк Туллий Цицерон и его современники эпохи поздней Республики использовали выражения lingua Latina и sermo latinus, когда имели в виду латинский язык в целом (в отличие от греческого и других языков), и sermo vulgaris или sermo vulgi для обозначения наречия необразованных и менее образованных масс. Латинский язык, на котором они писали и говорили, они обозначали словом Latinitas, «латинство» (с положительным оттенком). Иногда его называют sermo familiaris, «речь из хороших семей», sermo urbanus, «городская речь», или, редко, sermo nobilis, «благородная речь».
Произношение классической латыни соответствовало правописанию. Кроме того, классическая латынь была языком преподавания в школах. Поэтому для неё существовали предписывающие правила, а в поэзии и риторике применялись особые правила.

## Филологические конструкции

### Классические
В филологии «хорошей латынью» считается язык классической латинской литературы. Термин относится к каноничным произведениям литературы, написанной на латинском языке в период поздней Римской республики и в первые века Римской империи: термин Classicus (мужской род, множественное Classici) был создан самими римлянами, чтобы перевести греческий термин ἐγκριθέντες (enkrithentes), «избранные».
Классическими называли работы авторов, писавших на Latinitas или sermo urbanus. Именно в отношении этих произведений Марк Корнелий Фронтон (афро-римский юрист и преподаватель языков, живший во II веке нашей эры) использовал термин Scriptores Classici «Классические писатели»; данные работы можно считать образцом хорошей латыни. Возможно, что это первая известная ссылка по отношению к классической латыни.